# پیدیمولرا
پیدیمولرا (به ایتالیایی: Piedimulera) یک کومونه در ایتالیا است که در استان وربانو-کوزیو-اوسولا واقع شده‌است.

## خصوصیات
پیدیمولرا ۷٫۶ کیلومترمربع مساحت و ۱٬۶۶۱ نفر جمعیت دارد و ۲۴۸ متر بالاتر از سطح دریا واقع شده‌است.